# Neferkahor
Neferkahor was een farao van de zevende dynastie van de Egyptische oudheid. Zijn naam betekent "Schitterend is de Ka van Horus!"
Van deze koning is zeer weinig bekend. Zijn naam komt voor in de Koningslijst van Abydos en op een cilinderachtige zegel. De laatste farao van de zevende dynastie brak met traditie met het eren van de god Ra in zijn naam.

## Bron
- www.phouka.com - voor de troonnaam